# Окессон, Биргит
Биргит Окессон (швед. Anna Ida Birgit Åkesson; 24 марта 1908 — 24 марта 2001) — шведская танцовщица

 и хореограф.

## Биография
Биргит Окессон родилась в Мальмё в 1908 г. Её родителями были строитель Нильс Окессон и Ида Окессон.
Биргит обучалась танцу в 1929—1931 гг. в Дрездене в 1929—1931 гг. в школе Мэри Вигман, произведя на преподавательницу впечатление своим танцем, а затем несколько лет выступала вместе с ней. После Германии Биргит поехала обучаться в Париж. По её словам, она хотела другого в искусстве, хотела понять и почувствовать возможности своего тела. В 1934 г. она создала собственную хореографию и выступила с ней в парижской Комеди Франсез. Однако настоящее признание к ней пришло только в 1951 г., когда она выступила с сольными танцами, причём один танцевальный номер проходил в полной тишине без музыки. Это выступление вызвало восторг в прессе, и Биргит стала одной из ярких фигур в европейском танце.
В 1950-х гг. Биргит работала с Эриком Линдегреном и Карлом Блумдалем, создавая номера выступлений в Королевской опере в Стокгольме. В основном она создавала балеты, в том числе блестящие танцевальные сцены в опере Блумдаля «Аниара» по мотивам поэмы «Аниара» Харри Мартинсона. «Аниара» стала авангардом в экспрессионистском танце. В 1967 г. Биргит оставила Королевскую оперу и много путешествовала в поисках себя и новых идей. Поиски Биргит глубинной сущности танца в Европе ничего не дали и привели её в Африку. Здесь она собрала коллекцию танцевальных масок разных африканских стран.
Биргит много лет работала хореографом и входила в число лучших хореографов Швеции. В 1996 г. она получила приз Stora priset Шведской академии. В 1999 г. ей присвоили звание почётного доктора философии Стокгольмского университета.
Кроме танцев Биргит увлекалась резьбой по дереву и участвовала в ряде выставок. Некоторые её работы хранятся в Гётеборгский музей.
Биргит Окессон скончалась в 2001 г. в Стокгольме. В 2008 г. её коллекция танцевальных масок была передана Этнографическому музею Стокгольма и представлена на выставке в 2008 г.

## Награды
- 1962 г.: медаль Карины Ари
- 1980 г.: премия Läkerol
- 1987 г.: золотая медаль театрального профсоюза
- 1998 г.: приз Шведской академии
- 2000 г.: приз газеты Sydsvenskan